# سمفونی شماره ۳۶ (موتسارت)
سمفونی شمارهٔ ۳۶ در دو ماژور، ک. ۴۲۵، اثر ولفگانگ آمادئوس موتسارت، که عموماً با نام «لینتس» (Linz) شناخته می‌شود، طی اقامت کوتاه موتسارت و همسرش در شهر روستاییِ لینتس در مسیرشان از زالتسبورگ به وین در سال ۱۷۸۳ ساخته شده‌است. با شنیدن خبر ورود موتسارت به شهرِ لینتس، اصرار ساکنان محلی برای برگزاری کنسرتی از وی در آن شهر، آهنگساز را مجبور می‌کند تا تمامی سمفونی را در فقط چهار روز تصنیف کند. این سمفونی اولین بار در ۴ نوامبر ۱۷۸۳ در لینتس و سپس در ۱ آوریل ۱۷۸۴ در وین اجرا شد. موتسارت در مدت اقامت در لینتس، اثر دیگری نیز نوشت که امروزه بحث بر سر آن همچنان باز است. برخی آن را سمفونی شمارهٔ ۳۷ می‌دانند که نسخهٔ اصلی نُت‌های آن گم شده‌است.
اکثر موسیقی‌دانان معاصر، مانند نیل زاوسلاو، معتقدند که این اثر یک اوورتور برای سمفونی میشائل هایدن (ک. ۴۴۴) است. در هر حال، این حجم از برون‌داد یک آهنگساز در مدت‌زمانی به آن کوتاهی شگفت‌آور است.

## ساختار و عناصر
این سمفونی اولین سمفونی در میان سه سمفونی اوست که آغاز موومان اول با کاراکتر آداجیو می‌باشد. (دو سمفونی دیگر: شمارهٔ ۳۸ ک. ۵۰۴ و شمارهٔ ۳۹ ک. ۵۴۹).
برخی موسیقی‌پژوهان مانند آلفرد اینشتین، اعتقاد دارند که این سمفونی تأثیرگرفته از سمفونی شمارهٔ ۷۵ یوزف هایدن در ر ماژور است.
پارتیتور این سمفونی شامل ۲ ابوا، ۲ فاگوت، ۲ هورن، ۲ ترومپت، تیمپانی و سازهای زهی است و در ۴ موومان نوشته شده‌است.
تمامی موومان‌ها به جز منوئه، در فرم سونات هستند.
1. آداجیو 3
4 - آلگرو اسپیریتوزو 4
4
2. آندانته در فا ماژور 6
8
3. منوئه 3
4
4. فیناله، پِرِستو 2
4

- موومان اول با «شروعی قهرمانانه» ارکستر آغاز می‌شود. در ادامه، با اضافه شدن فاگوت و هورن، رنگی جدید به ملودی اضافه می‌شود. با آغاز بخش آلگرو هرکدام از سازهای زهی مسیرهای مستقلی را دنبال می‌کنند که تا حدودی به آغاز موومان کیفیت پولیفونیک می‌بخشد. عمدهٔ مدولاسیون‌ها در این موومان بین تونیک و فاصلهٔ چهارم درست هستند.
- موومان دوم دارای شخصیت کانتابیله است. این موومان با کاراکتر «سیسیلیانا» نوشته شده‌است که در سمفونی‌های پیشین موتزارت فقط در سمفونی ۳۱ دیده می‌شود، اما در سمفونی‌های بعدی به شدت مورد تأکید قرار می‌گیرد.
- منوئه در این سمفونی شبیه نوعی مارش است و سکانس‌های موازی در آن به وفور استفاده شده‌اند.
- آغاز موومان چهارم با بخشی آرام و چابک است و سپس پاسخ با وقار ارکستر را دربردارد. موتیف‌های این موومان پس از ارائه توسط سازهای زهی، توسط بادی‌های چوبی یا برنجی تکرار می‌شوند و بسط می‌یابند. مطابق انتظار، موتسارت اوج سمفونی را پس از بخشی فوگ گونه به عهدهٔ ویولنهای اول گذاشته‌است. پس از این پاساژ پر انرژی، سه آکورد خاتمه بخش موومان آخر هستند.